# Vouneuil-sous-Biard
Pour les articles homonymes, voir Vouneuil.
Vouneuil-sous-Biard est une commune du Centre-Ouest de la France, située dans la banlieue ouest de Poitiers, dans le département de la Vienne en région Nouvelle-Aquitaine. Ses habitants sont appelés les Vouneuillois.
La commune comprend trois unités distinctes, Pouzioux-la-Jarrie (au nord), le Centre Bourg et Précharaux (au sud).

## Géographie

### Géologie et relief
La région de Vouneuil-sous-Biard présente un paysage complexe composé de plaines de champs ouverts, de plaines vallonnées plus ou moins boisées, de vallées et de zones urbanisées. Vouneuil-centre et Pouzioux-la-Jarrie appartiennent à deux « unités paysagères » différentes et bien distinctes. La première est caractérisée par un paysage de vallée, boisé, la seconde par un paysage de plaines et de champs ouverts.
Le terroir se compose :
- de groies moyennement profondes pour 25 % sur les plaines calcaires situés sur les plateaux du seuil du Poitou. Les groies sont des terres du sud-ouest de la France, argilo-calcaires, peu profondes - en général de moins de 50 cm d(épaisseur – et plus ou moins riches en cailloux. Elles sont fertiles et saines, et donc propices à la polyculture céréalière mais elles s'assèchent vite ;
- d'argile à silex et de bornais pour respectivement 58 % et 9 % situés sur les plateaux du seuil du Poitou. Les bornais sont des sols brun clair sur limons, profonds et humides, à tendance siliceuse ;
- de 8 % de calcaire qui se trouve dans les vallées alluviales[2].

En 2006, 57 % de la superficie de la commune étaient occupés par l'agriculture, 27 % par des forêts et des milieux semi-naturels et 15 % par des zones construites et aménagées par l'homme (ville, voirie, zones artisanales, entrepôts).
La présence de milieux naturels et semi-naturels riches et diversifiés sur le territoire communal permet d’offrir des conditions favorables à l'accueil de nombreuses espèces pour l'accomplissement de leur cycle vital (reproduction, alimentation, déplacement, refuge). Forêts, landes, prairies et pelouses, cours d’eau et zones humides constituent ainsi des cœurs de biodiversité et/ou de véritables corridors biologiques.
La forêt privée, en 2007, représente 365 hectares soit 14 % du territoire communal. Les espaces boisés contribuent à assurer des fonctions de production (bois d’œuvre mais aussi bois énergie), de protection (espèces, qualité des eaux) et sociales (accueil du public). Les forêts les plus anciennes ou implantées dans des conditions écologiques particulières (pentes, bords de cours d'eau...) abritent en général la biodiversité la plus forte. Mais, au cours de l’histoire, pour répondre aux besoins d'une population rurale importante, la forêt poitevine a été intensément défrichée et surexploitée jusqu’à la révolution industrielle. Environ la moitié des forêts actuelles du Poitou n'existait pas il y a 200 ans.

### Communes limitrophes
| Quinçay | Migné-Auxances      | Poitiers |
|         | Vouneuil-sous-Biard | Biard    |
| Béruges | Fontaine-le-Comte   | Poitiers |

### Hydrographie
La commune est traversée par 14 km de cours d'eau, avec comme rivière principale l'Auxance sur une longueur de 1 km et la Boivre sur une longueur de 7 km. La commune se situe en zone de répartition des eaux, où l'on observe une insuffisance chronique des ressources en eau par rapport aux besoins. Par ailleurs, elle est concernée par le classement en zones sensibles, où une élimination plus poussée des paramètres azote et/ou phosphore présents dans les eaux usées est nécessaire pour lutter contre les phénomènes d’eutrophisation.
84 mares ont été répertoriées sur l’ensemble du territoire communal. Elles ont été créées par l'homme, notamment pour répondre aux besoins en eau des habitants (mares communautaires), du cheptel ou à la suite d'activités extractives (argile, marne, pierres meulières). Très riches au niveau botanique, elles jouent un rôle majeur pour les batraciens (tritons, grenouilles), les reptiles (couleuvres) et les libellules. Elles sont un élément symbolique du patrimoine rural et du maintien de la biodiversité en zone de plaine et de bocage.

### Climat
Pour des articles plus généraux, voir Climat de la Nouvelle-Aquitaine et Climat de la Vienne.
Historiquement, la commune est exposée à un climat océanique du nord-ouest.  
En 2020, Météo-France publie une typologie des climats de la France métropolitaine dans laquelle la commune est exposée à un climat océanique altéré et est dans la région climatique  Poitou-Charentes, caractérisée par un bon ensoleillement, particulièrement en été et des vents modérés.
Pour la période 1971-2000, la température annuelle moyenne est de 11,5 °C, avec une amplitude thermique annuelle de 15 °C. Le cumul annuel moyen de précipitations est de 755 mm, avec 11,1 jours de précipitations en janvier et 6,7 jours en juillet. Pour la période 1991-2020, la température moyenne annuelle observée sur la station météorologique la plus proche, située sur la commune de Biard à 3 km à vol d'oiseau, est de 12,2 °C et le cumul annuel moyen de précipitations est de 695,3 mm,. Pour l'avenir, les paramètres climatiques de la commune estimés pour 2050 selon différents scénarios d'émission de gaz à effet de serre sont consultables sur un site dédié publié par Météo-France en novembre 2022.

### Voies de communication et transports

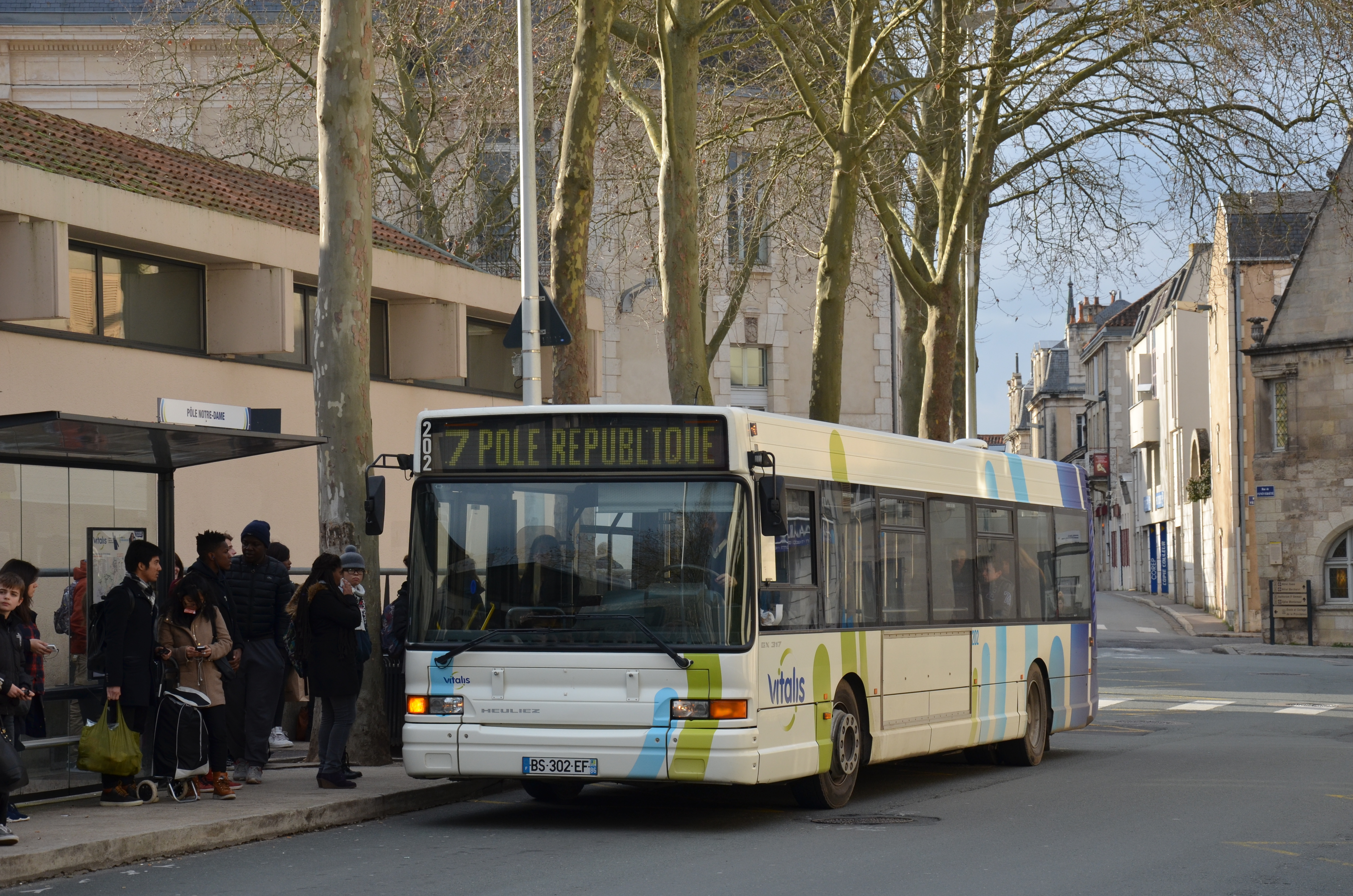
La commune est desservie par le réseau Vitalis.

La commune est desservie par les lignes de bus 20, 29 et 31 du réseau de transports en commun Vitalis.
Au nord de la commune, les quartiers de Pouzioux-la-Jarrie et d'Actiparc sont desservis par la ligne 20 avec possibilité de correspondance pour rejoindre le centre ville de Poitiers. Au centre, la ligne 31 Béruges-Poitiers-centre permet la desserte du quartier de Chanteloup. La ligne 29 quant à elle dessert le centre et le sud de la commune (Vouneuil bourg, Précharaux, la Nougeraie). La ligne 17 a une fréquence plus élevée et a pour terminus l'arrêt Vouneuil-Nougeraie, aux portes de la commune.
La commune est aussi desservie par de nombreux bus scolaires permettant de rejoindre les différents collèges et lycées de la ville de Poitiers.
Cependant, la commune demeure peu desservie les week-end et plus du tout pendant l'été (mois de juillet et août).

## Urbanisme

### Typologie
Au 1er janvier 2024, Vouneuil-sous-Biard est catégorisée ceinture urbaine, selon la nouvelle grille communale de densité à sept niveaux définie par l'Insee en 2022.
Elle appartient à l'unité urbaine de Poitiers, une agglomération intra-départementale regroupant huit  communes, dont elle est une commune de la banlieue,,. Par ailleurs la commune fait partie de l'aire d'attraction de Poitiers, dont elle est une commune de la couronne,. Cette aire, qui regroupe 97 communes, est catégorisée dans les aires de 200 000 à moins de 700 000 habitants,.

### Occupation des sols
L'occupation des sols de la commune, telle qu'elle ressort de la base de données européenne d’occupation biophysique des sols Corine Land Cover (CLC), est marquée par l'importance des territoires agricoles (52,6 % en 2018), en diminution par rapport à 1990 (59,5 %). La répartition détaillée en 2018 est la suivante : 
terres arables (38,2 %), forêts (23,7 %), zones urbanisées (15,7 %), prairies (9,6 %), zones industrielles ou commerciales et réseaux de communication (5,6 %), zones agricoles hétérogènes (4,9 %), milieux à végétation arbustive et/ou herbacée (2,4 %). L'évolution de l’occupation des sols de la commune et de ses infrastructures peut être observée sur les différentes représentations cartographiques du territoire : la carte de Cassini (XVIIIe siècle), la carte d'état-major (1820-1866) et les cartes ou photos aériennes de l'IGN pour la période actuelle (1950 à aujourd'hui).

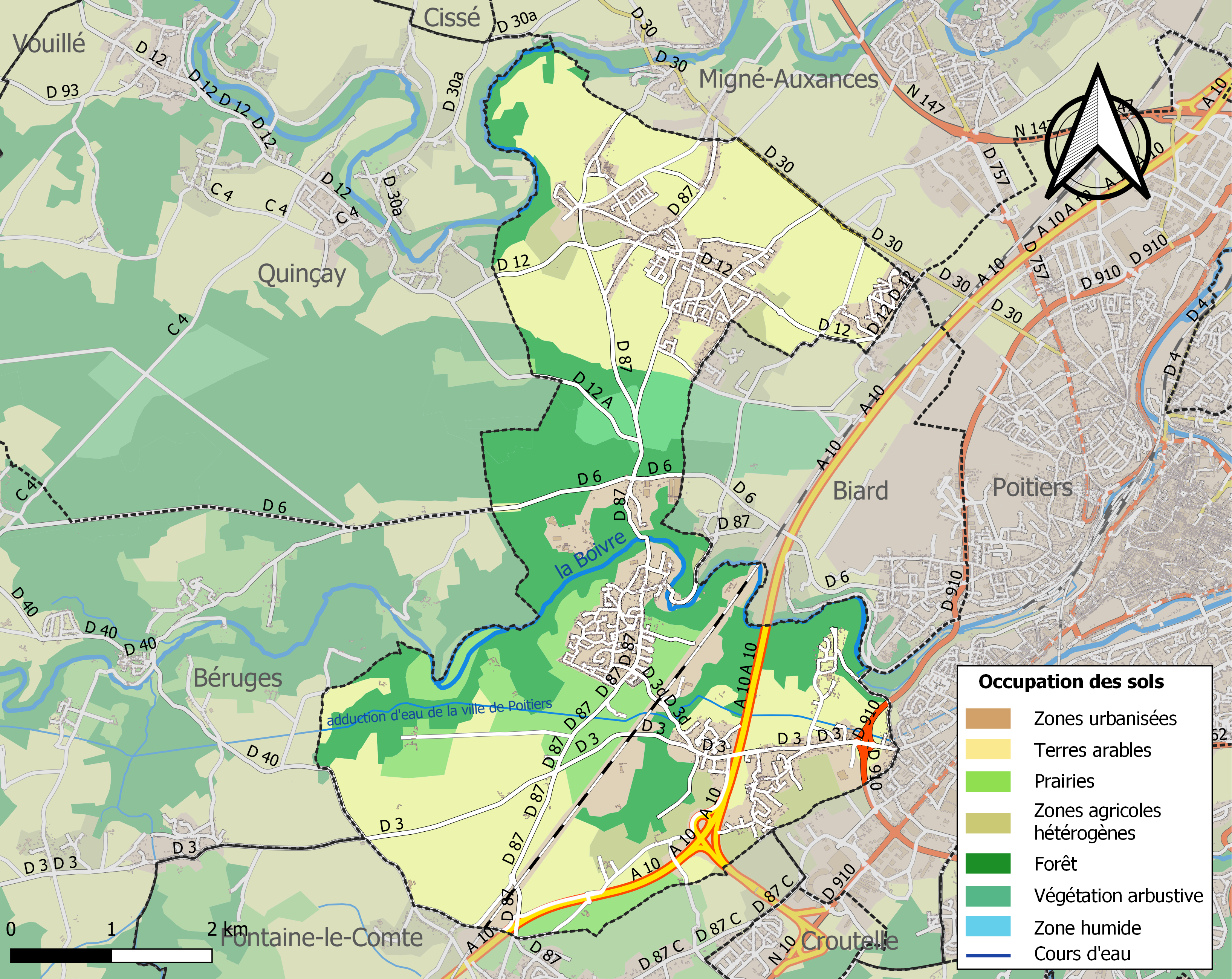
Carte des infrastructures et de l'occupation des sols de la commune en 2018 (CLC).

### Risques majeurs
Le territoire de la commune de Vouneuil-sous-Biard est vulnérable à différents aléas naturels : météorologiques (tempête, orage, neige, grand froid, canicule ou sécheresse), inondations, feux de forêts, mouvements de terrains et séisme (sismicité modérée). Il est également exposé à un risque technologique, le transport de matières dangereuses. Un site publié par le BRGM permet d'évaluer simplement et rapidement les risques d'un bien localisé soit par son adresse soit par le numéro de sa parcelle.

#### Risques naturels
Certaines parties du territoire communal sont susceptibles d’être affectées par le risque d’inondation par débordement de cours d'eau, notamment l'Auxance et la Boivre. La commune a été reconnue en état de catastrophe naturelle au titre des dommages causés par les inondations et coulées de boue survenues en 1982, 1983, 1993, 1995, 1999, 2010 et 2015,.
Vouneuil-sous-Biard est exposée au risque de feu de forêt. En 2014, le deuxième plan départemental de protection des forêts contre les incendies (PDPFCI) a été adopté pour la période 2015-2024. Les obligations légales de débroussaillement dans le département sont définies dans un arrêté préfectoral du 29 mai 2015,, celles relatives à l'emploi du feu et au brûlage des déchets verts le sont dans un arrêté permanent du 24 mai 2015,.

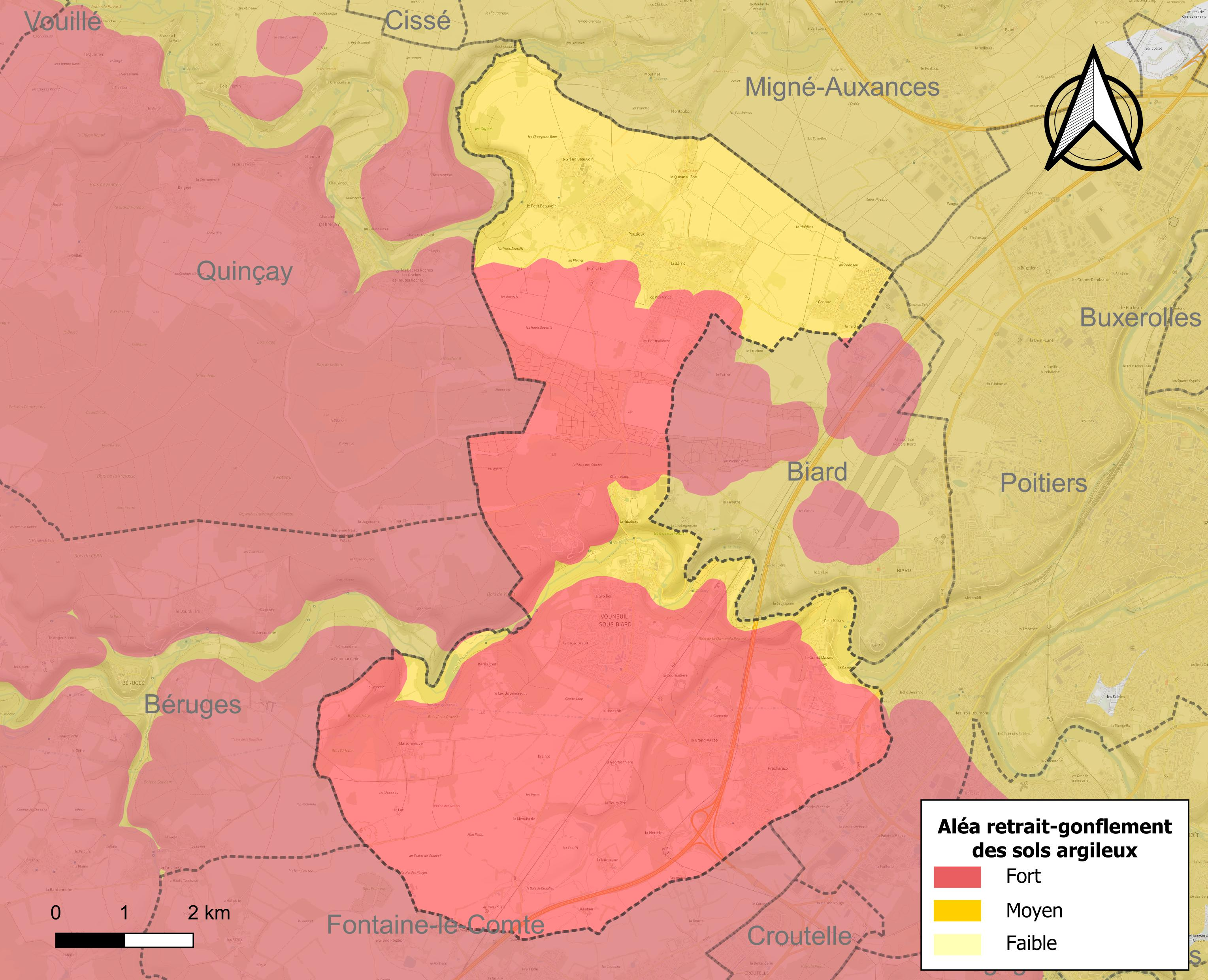
Carte des zones d'aléa retrait-gonflement des sols argileux de Vouneuil-sous-Biard.

Les mouvements de terrains susceptibles de se produire sur la commune sont des affaissements et effondrements liés aux cavités souterraines (hors mines) et des tassements différentiels. Afin de mieux appréhender le risque d’affaissement de terrain, un inventaire national permet de localiser les éventuelles cavités souterraines sur la commune. Le retrait-gonflement des sols argileux est susceptible d'engendrer des dommages importants aux bâtiments en cas d’alternance de périodes de sécheresse et de pluie. La totalité de la commune est en aléa moyen ou fort (79,5 % au niveau départemental et 48,5 % au niveau national). Depuis le 1er octobre 2020, en application de la loi ÉLAN, différentes contraintes s'imposent aux vendeurs, maîtres d'ouvrages ou constructeurs de biens situés dans une zone classée en aléa moyen ou fort,.
La commune a été reconnue en état de catastrophe naturelle au titre des dommages causés par la sécheresse en 1989, 1991, 1994, 2003, 2005, 2011 et 2017 et par des mouvements de terrain en 1999 et 2010.

## Urbanisme et habitat
Les deux noyaux de peuplement principaux sont Vouneuil-Bourg et Pouzioux-la-Jarrie.
L'urbanisation, l’extension urbaine n'a cessé de se développer. La commune présente toutes les caractéristiques d'une commune périurbaine.

## Histoire
Vouneuil-sous-Biard accueille favorablement les avancées de la Révolution française. Elle plante ainsi son arbre de la liberté, symbole de la Révolution. Il devient le lieu de ralliement de toutes les fêtes et des principaux événements révolutionnaires, comme la levée en masse fin 1793, ou la fête célébrant la reprise de Toulon aux Anglais.

## Politique et administration

### Instances judiciaires et administratives
La commune relève du tribunal d'instance de Poitiers, du tribunal de grande instance de Poitiers, de la cour d'appel  de Poitiers, du tribunal pour enfants de Poitiers, du conseil de prud'hommes de Poitiers, du tribunal de commerce de Poitiers, du tribunal administratif de Poitiers et de la cour administrative d'appel  de  Bordeaux, du tribunal des pensions de Poitiers, du tribunal des affaires de la Sécurité sociale de la Vienne, de la cour d’assises de la Vienne.

### Services publics
Les réformes successives de La Poste ont conduit à la fermeture de nombreux bureaux de poste ou à leur transformation en simple relais. Toutefois, la commune a pu maintenir le sien.

### Politique environnementale
Dans son palmarès 2024, le Conseil national de villes et villages fleuris de France a attribué une fleur à la commune.

## Population et société

### Démographie
L'évolution du nombre d'habitants est connue à travers les recensements de la population effectués dans la commune depuis 1793. Pour les communes de moins de 10 000 habitants, une enquête de recensement portant sur toute la population est réalisée tous les cinq ans, les populations de référence des années intermédiaires étant quant à elles estimées par interpolation ou extrapolation. Pour la commune, le premier recensement exhaustif entrant dans le cadre du nouveau dispositif a été réalisé en 2004.

En 2022, la commune comptait 6 245 habitants, en évolution de +7,56 % par rapport à 2016 (Vienne : +0,6 %, France hors Mayotte : +2,11 %).
| 1793 | 1800 | 1806 | 1821 | 1831  | 1836  | 1841  | 1846  | 1851 |
| ---- | ---- | ---- | ---- | ----- | ----- | ----- | ----- | ---- |
| 699  | 479  | 611  | 782  | 1 103 | 1 203 | 1 210 | 1 369 | 875  |

| 1856 | 1861 | 1866 | 1872 | 1876 | 1881 | 1886 | 1891 | 1896 |
| ---- | ---- | ---- | ---- | ---- | ---- | ---- | ---- | ---- |
| 835  | 867  | 835  | 853  | 864  | 886  | 911  | 869  | 833  |

| 1901 | 1906 | 1911 | 1921 | 1926 | 1931 | 1936 | 1946 | 1954  |
| ---- | ---- | ---- | ---- | ---- | ---- | ---- | ---- | ----- |
| 840  | 831  | 804  | 685  | 712  | 711  | 755  | 850  | 1 094 |

| 1962 | 1968  | 1975  | 1982  | 1990  | 1999  | 2004  | 2006  | 2009  |
| ---- | ----- | ----- | ----- | ----- | ----- | ----- | ----- | ----- |
| 975  | 1 065 | 1 949 | 2 859 | 3 790 | 4 126 | 4 341 | 4 632 | 5 028 |

| 2014  | 2019  | 2022  | - | - | - | - | - | - |
| ----- | ----- | ----- | - | - | - | - | - | - |
| 5 545 | 6 060 | 6 245 | - | - | - | - | - | - |

En 2008, selon l’Insee, la densité de population de la commune était de 138 hab./km2, contre 61 hab./km2 pour le département, 68 hab./km2 pour la région Poitou-Charentes et 115 hab./km2 pour la France.
La commune appartient à la communauté d’agglomération de Poitiers, qui connaît un certain dynamisme démographique puisque sa population s’est accrue de 1,32 % par an en moyenne sur la période 1999-2006 (ce taux est de 0,7 % pour le département). Ceci illustre le constat démographique suivant : des zones rurales qui perdent de plus en plus d’habitants au profit d’une zone périurbaine autour de Poitiers et de Châtellerault. Cette vaste zone concentre 70 % de la population du département (soit environ 300 000 personnes) et 25 % des moins de 20 ans. En outre, en supposant le maintien des tendances démographiques depuis 1990, entre 2006 et 2020, la population de l’aire urbaine de Poitiers devrait s’accroître de + 16,5 % et celle de Châtellerault de + 5,0 %. La population de la commune devrait donc continuer à croître.

### Enseignement
La commune dispose de 2 groupes scolaires (maternelle et primaire), l'un situé à Vouneuil bourg (groupe scolaire Camille Desmoulins) et l'autre à Pouzioux-la-Jarrie (groupe scolaire Jacques-Yves Cousteau).
Le collège Joséphine Baker, en construction au nord de la commune, doit ouvrir ses portes en mai 2022. Il sera le 35e collège de la Vienne.

### Sport
Depuis 1945, la commune abrite le CREPS de Poitiers. Le site, fort de ses 51 552 m2 d'installations sportives, est spécialisé dans le tennis, le basket et l'athlétisme. Le tennisman Jo-Wilfried Tsonga a notamment passé 2 ans au pôle espoir du CREPS.
En 2018, Grand Poitiers devient la première collectivité à sponsoriser une équipe esport. À la suite de cette décision, un an plus tard le CREPS accueille pour la toute première fois une équipe dans une nouvelle salle destinée à l'esport.
Dans le cadre des Jeux olympiques d'été de 2024 à Paris, le CREPS a mis en œuvre une série de travaux de modernisation,.

## Économie

### Agriculture
Selon la direction régionale de l'Alimentation, de l'Agriculture et de la Forêt de Poitou-Charentes, il n'y a plus que 14 exploitations agricoles en 2010 contre 18 en 2000.
Les surfaces agricoles utilisées ont augmenté de 7 % et sont passées de 1 054 hectares en 2000 à 1 129 hectares en 2010 dont 185 sont irrigables. Ces chiffres indiquent une concentration des terres sur un nombre plus faible d’exploitations. Cette tendance est conforme à l’évolution constatée sur tout le département de la Vienne puisque de 2000 à 2007, chaque exploitation a gagné en moyenne 20 hectares.
42 % des surfaces agricoles sont destinées à la culture des céréales (blé tendre essentiellement et orges), 18 % pour les oléagineux (colza et navette), 32 % pour le fourrage et 3 % restent en herbe. En 2000, un hectare (0 en 2010) était consacré à la vigne.
Six exploitations en 2010 (contre quatre en 2000) abritent un élevage de bovins (629 têtes en 2010 contre 504 têtes en 2000). Trois exploitations en 2010 (contre cinq en 2000) abritent un élevage d'ovins (554 têtes en 2010 contre 585 têtes têtes en 2000). L'élevage de volailles a  disparu au cours de cette décennie.

### Commerce
Un marché a lieu une fois par semaine, le mercredi, depuis la rue de l'église Saint-Joseph jusqu'à Pouzioux-la-Jarrie.

## Culture locale et patrimoine
- Église Notre-Dame-des-Sept-Douleurs de Vouneuil-sous-Biard.

### Lieux et monuments
La partie classée de la vallée de la Boivre : la partie de la vallée classée comme zone naturelle d'intérêt écologique, faunistique et floristique (ZNIEFF) est située en périphérie ouest de Poitiers. La zone englobe le cours inférieur du cours d'eau la Boivre, un petit affluent de la rive gauche du Clain. Le nom de Boivre vient du vieux français « bièvre » qui signifie « castor ». Les castors devaient donc, manifestement[Interprétation personnelle ?], être abondants dans la vallée pour avoir laissé en mémoire leur nom. Dans ce secteur, la Boivre décrit de profonds méandres. Ils sont bordés de versants pentus d'exposition très variable, encadrant un fond de vallée plat et large de 100 à 200 mètres.
Cette zone est couverte de chênes, de charmes, d'érables sur les pentes fortes exposées plutôt vers le nord. En fond de vallée, les espèces d'arbres les plus représentées sont les frênes et les aulnes.
Les sous-bois frais situés sur les pentes exposées au nord abritent des végétaux à la belle floraison au printemps : jacinthes des bois bleues, anémones blanches et lamiers jaunes ainsi que quelques espèces rares comme la Lathrée écailleuse qui est une curieuse plante dépourvue de chlorophylle et qui parasitent les racines de certains arbres, le Corydale à bulbe plein ou l'Isopyre faux-pigamon.
Les versants exposés au sud sont occupés essentiellement par les chênes pubescents et quelques chênes verts qui ont la propriété de ne pas perdent leur feuillage en hiver. À leurs pieds, s'est installée la Tulipe sauvage qui est une plante rare et qui est protégée sur l'ensemble du territoire français.
En fond de vallée, sur les rives, la grande douve qui est le plus grand des « boutons d'or » de la flore française, a trouvé un biotope favorable. La Grande Douve est protégée sur l'ensemble du territoire français tout comme une sorte de tulipe sauvage ne fleurissant que dans les prairies humides. Ces fleurs sont voisines de la fritillaire pintade.
La vallée abrite les oiseaux que l'on rencontre habituellement dans les milieux forestiers du département de la Vienne, à l’exception du Bouvreuil, qui est une espèce peu commune et très dispersée dans le département.
Selon l'Inventaire des arbres remarquables de Poitou-Charentes, il y a un arbre remarquable sur la commune qui est un érable de Montpellier.

### Personnalités liées à la commune
- Charles Philippe Durant de La Pastellière, 1760, Château de La Sablonière.

### Jumelage
Depuis 2002, la commune est jumelée avec la commune de Moretta dans la région du Piémont en Italie.